# Stelis triaristata
Stelis triaristata är en orkidéart som beskrevs av Carlyle August Luer. Stelis triaristata ingår i släktet Stelis och familjen orkidéer. Inga underarter finns listade i Catalogue of Life.